# Hacène Benaboura
Hacène Benaboura (Alger, 10 novembre 1898 – Alger 23 avril 1960) est l'un des premiers peintres algériens. Son œuvre est souvent rapprochée de l'art naïf.

## Biographie
Né à Belcourt, Hacène Benaboura est présenté par Jean Brua en 1957 dans « Alger-Revue » comme « le dernier survivant de la lignée des Aboura », princes turcs, et des frères corsaires Barberousse. Son père, maquignon, possède plusieurs immeubles de la Casbah. Après une courte scolarité, Hacène Benaboura entre à la manufacture d'allumettes du Hamma. Engagé en 1912, combattant de la guerre 1914-1918, il est ensuite peintre en carrosseries automobiles, profession qui se trouve ruinée par l'apparition du pistolet. 
Dessinant depuis l'enfance Hacène Benaboura est alors attiré par la peinture, ses promenades au Jardin d'essai lui ayant fait découvrir les peintres Maxime Noiré et José Ortéga au travail. Il se tourne en autodidacte vers la peinture autour de 1927 et s'y consacre à partir de 1944, ses thèmes étant des vues du port et des quartiers d'Alger, Belcourt, la Casbah, Le Ruisseau. Il participe la même année à une présentation collective et en 1946, René Famin organise sa première exposition personnelle à la Galerie du Minaret. 
En 1955 Benaboura obtient le prix Aletti et en 1957, après l'avoir manqué de peu en 1954 en arrivant en deuxième position, le Grand prix artistique de l'Algérie. Il se voit confier plus tard les fresques de la nouvelle école de Belcourt (Rue des Mûriers), quartier qu'il n'a jamais quitté. En 1958 Edmond Charlot l'expose à la galerie Comte-Tinchant et ses amis organisent un repas d'honneur qui réunit notamment les peintres Mondzain, Galliéro, Bénisti, René Sintès, Albagnac,  Gisèle Mianes, Jean Brune, Assus et Edmond Charlot.
Analysant le succès remporté par la peinture de Benaboura qui « transcrit avec minutie la luminosité des quartiers d'Alger », Khadda souligne sa similitude avec celui de Baya : « Baya est une petite fille de 13 ans, Benaboura est peintre en carrosseries-automobiles quand on les « découvre ». On organise alors une vaste publicité, suivie bien entendu d'une exploitation commerciale de leurs œuvres. On s'extasie sur la spontanéité primitive de cet art, on découvre avec un émerveillement, non exempt de paternalisme, l'expression naïve à l'état brut, vierge, sauvage enfin. La bourgeoisie française qui clame son humanisme tente en fait de se rassurer, de se justifier».
Hacène Benaboura est représenté en 1963 à l'exposition des « Peintres algériens » organisée à Alger pour les « Fêtes du 1er novembre » et préfacée par Jean Sénac puis en 1964 à celle qui est présentée à Paris au Musée des arts décoratifs.

## Musées
Des œuvres de Benaboura sont conservées dans les collections du Musée National des Beaux-Arts d'Alger, notamment
- Le quartier de Belcourt, 1955 (62 × 51 cm)
- Baie d'Alger, 1957 (108 × 88 cm)
- La Kiba de Belcourt, 1959 (65 × 48 cm)

### Catalogues
- Peintres algériens, préface non signée de Jean Sénac, salle Ibn Khaldoun, Fêtes du 1er novembre, Alger, 1963
- Peintres algériens,  textes d'Edmond Michelet et Mourad Bourboune, Musée des arts décoratifs de Paris, Paris, 1964

### Ouvrages généraux
- Mohammed Khadda, Éléments pour un art nouveau, Alger, SNED, 1972.
- Musées d'Algérie: l'art populaire et contemporain, Collection Art et Culture, Éditions Ministère de l'Information et de la Culture, Alger, 1973 (reproduction de Alger, 20-2-56, p. 84).
- Dalila Mahhamed-Orfali, Chefs-d'œuvre du Musée national des beaux-arts d'Alger, Alger, 1999, (reproduction : L'Agha, rue de Cambrai, 1959, n° 66)
- Marion Vidal-Bué, Une École d'Alger ?, dans Algérie Littérature/Action no 47-48, Paris, éditions Marsa, janvier-février 2001, p. 150
- Marion Vidal-Bué, Alger et ses peintres (1830-1960), Paris, Paris-Méditerranée, 2000, p. 56 et 62  (ISBN 9782842720957)
- Élisabeth Cazenave, Les artistes de l'Algérie, Dictionnaires des peintres, sculpteurs, graveurs, 1830-1962, Bernard Giovanangeli-Association Abd el Tif, 2001,  (ISBN 2-909034-27-5)
- Marion Vidal-Bué, L'Algérie des peintres, 1830-1960, Paris, Éditions Paris Méditerranée / Alger, Edif 2000, 2002 (notice : p. 273 ; reproductions : Rue de Cambrai, Belcourt, 1956, p. 60; Le port d'Alger vu de la Casbah, p. 73)  (ISBN 2-84272-143-8)
- Visages d'Algérie, Écrits sur l'art, textes rassemblés par Hamid Nacer-Khodja, préface de Guy Dugas, Paris, Paris-Méditerranée / Alger, EDIF 2000, 2002 (reproduction : La mosquée Sidi Abderrahmane, 1953, p. 125)  (ISBN 2-84272-156-X).
- Mansour Abrous, Les artistes algériens, Dictionnaire biographique, 1917-1999, Alger, Casbah éditions, 2002.
- Le XXe siècle dans l’art algérien, (textes de Ramon Tio Bellido, Malika Dorbani Bouabdellah, Dalila Mahammad Orfali et Fatma Zohra Zamoum), Château Borély, Marseille / Orangerie du Sénat, Paris, avril-août 2003.  (ISBN 2950676812)